# Choque Nixon

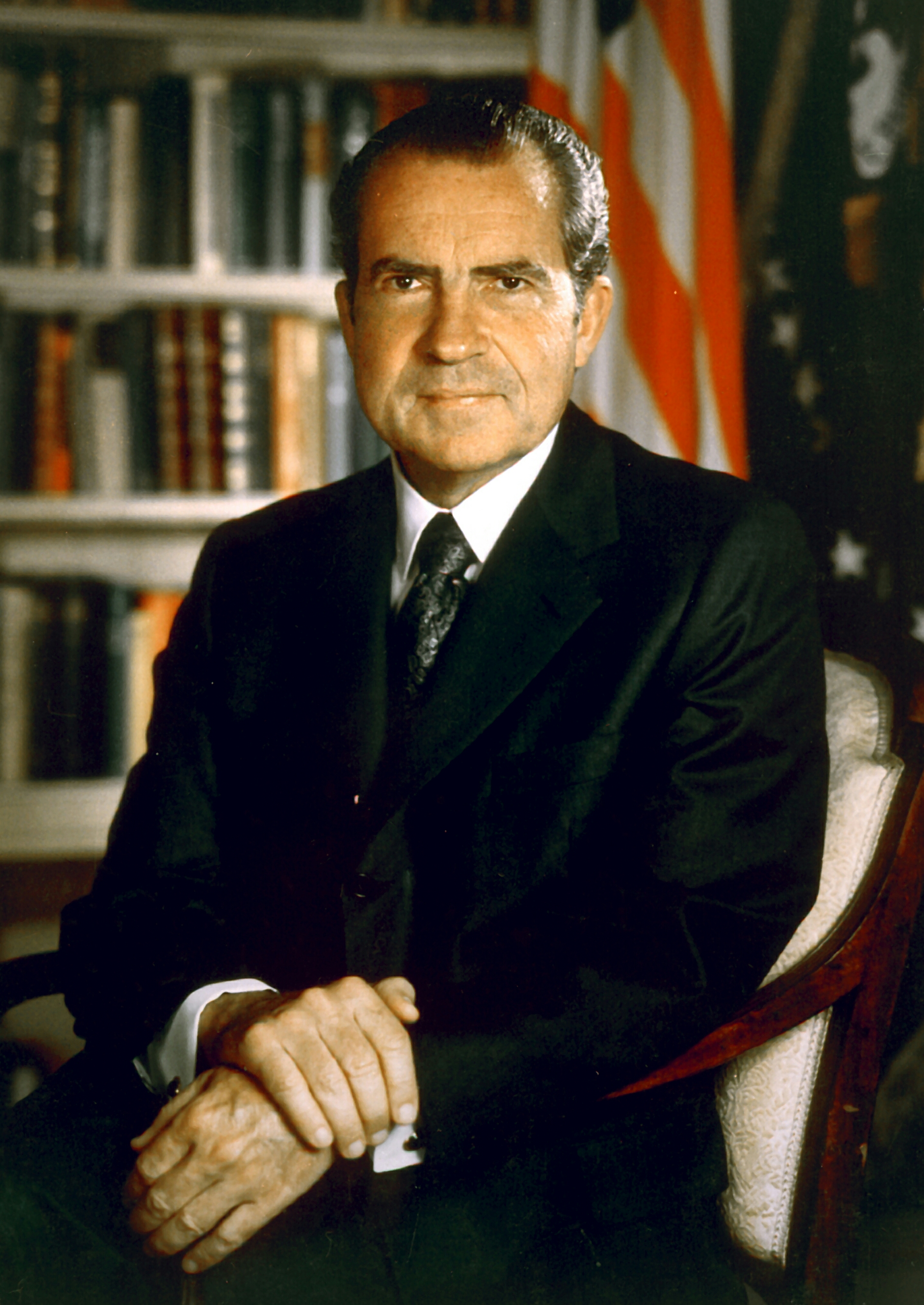
Nixon, em 1971.

O choque Nixon ou choque de Nixon foi uma série de medidas econômicas tomadas pelo presidente dos Estados Unidos Richard Nixon em 1971, em resposta ao aumento da inflação, as mais significativas das quais foram congelamentos de salários e preços, sobretaxas sobre as importações e o cancelamento unilateral da conversibilidade internacional direta de o dólar dos Estados Unidos em ouro.
Embora as ações de Nixon não tenham abolido formalmente o sistema existente de Bretton Woods de intercâmbio financeiro internacional, a suspensão de um de seus componentes principais tornou o sistema de Bretton Woods inoperante. Embora Nixon tenha declarado publicamente sua intenção de retomar a conversibilidade direta do dólar após a implementação das reformas do sistema de Bretton Woods, todas as tentativas de reforma fracassaram. Em 1973, o sistema de Bretton Woods foi substituído de facto pelo regime atual baseado em moedas fiduciárias de flutuação monetária.

## Antecedentes
Em 1944, representantes de 44 nações se reuniram em Bretton Woods, New Hampshire, para desenvolver um novo sistema monetário internacional que veio a ser conhecido como sistema de Bretton Woods. Os participantes da conferência esperavam que este novo sistema "assegurasse a estabilidade da taxa de câmbio, evitasse desvalorizações competitivas e promovesse o crescimento econômico". Somente após 1958 que o sistema de Bretton Woods se tornou totalmente operacional. Os países agora liquidavam suas contas internacionais em dólares que podiam ser convertidos em ouro a uma taxa de câmbio fixa de US$ 35 por onça, resgatável pelo governo dos Estados Unidos. Assim, os Estados Unidos se comprometeram a respaldar cada dólar no exterior com ouro, e outras moedas estavam atreladas ao dólar.
Nos primeiros anos após a Segunda Guerra Mundial, o sistema de Bretton Woods funcionou bem. Com o Plano Marshall, o Japão e a Europa estavam se reconstruindo da guerra, e os países fora dos EUA queriam dólares para gastar em produtos americanos - carros, aço, maquinário, etc. Porque os EUA possuíam mais da metade das reservas oficiais de ouro do mundo - 574 milhões de onças no final da Segunda Guerra Mundial - o sistema parecia seguro. 
No entanto, de 1950 a 1969, com a recuperação da Alemanha e do Japão, a participação dos EUA na produção econômica mundial caiu significativamente, de 35% para 27%. Além disso, um balanço de pagamentos negativo, a dívida pública crescente incorrida pela Guerra do Vietnã e a inflação monetária do Federal Reserve fizeram com que o dólar se tornasse cada vez mais supervalorizado na década de 1960.
Na França, o sistema de Bretton Woods foi chamado de " privilégio exorbitante da América", pois resultou em um "sistema financeiro assimétrico" onde cidadãos não americanos "se veem apoiando os padrões de vida americanos e subsidiando multinacionais americanas". Como resumiu o economista americano Barry Eichengreen: "Custa apenas alguns centavos para o Bureau de Gravura e Impressão produzir uma nota de US$ 100, mas outros países tiveram que desembolsar US$ 100 em bens reais para obter uma". Em fevereiro de 1965, o presidente Charles de Gaulle anunciou sua intenção de trocar suas reservas em dólares dos EUA por ouro à taxa de câmbio oficial.
Em 1966, os bancos centrais não americanos detinham US$ 14 bilhões, enquanto os Estados Unidos tinham apenas US$ 13,2 bilhões em reservas de ouro. Dessas reservas, apenas US$ 3,2 bilhões foram capazes de cobrir participações estrangeiras, já que o restante estava cobrindo participações domésticas.
Em 1971, a oferta monetária havia aumentado em 10%. Em maio de 1971, a Alemanha Ocidental deixou o sistema de Bretton Woods, não querendo reavaliar o marco alemão. Nos três meses seguintes, esse movimento fortaleceu sua economia. Simultaneamente, o dólar caiu 7,5% em relação ao marco alemão. Outras nações começaram a exigir o resgate de seus dólares pelo ouro. A Suíça resgatou US$ 50 milhões em julho. França adquiriu US$ 191 milhões em ouro. Em 5 de agosto de 1971, o Congresso dos Estados Unidos divulgou um relatório recomendando a desvalorização do dólar, em um esforço para protegê-lo dos "golpes externos de preços". Em 9 de agosto de 1971, com a desvalorização do dólar em relação às moedas europeias, a Suíça deixou o sistema de Bretton Woods.  A pressão começou a se intensificar sobre os Estados Unidos para deixar Bretton Woods.

## O choque
Na época, os EUA também tinham uma taxa de desemprego de 6,1% (agosto de 1971) e uma taxa de inflação de 5,84% (1971).
Para combater esses problemas, o presidente Nixon consultou o presidente do Federal Reserve, Arthur Burns, o secretário do Tesouro John Connally e o subsecretário para Assuntos Monetários Internacionais e futuro presidente do Fed, Paul Volcker.
Na tarde de sexta-feira, 13 de agosto de 1971, esses funcionários, juntamente com outros doze altos assessores da Casa Branca e do Tesouro, encontraram-se secretamente com Nixon em Camp David. Houve um grande debate sobre o que Nixon deveria fazer, mas no final das contas Nixon, confiando fortemente nos conselhos do autoconfiante Connally, decidiu separar Bretton Woods anunciando as seguintes ações em 15 de agosto:
1. Nixon instruiu o secretário do Tesouro Connally a suspender, com certas exceções, a conversibilidade do dólar em ouro ou outros ativos de reserva, ordenando que a janela do ouro fosse fechada de forma que governos estrangeiros não pudessem mais trocar seus dólares por ouro.
2. Nixon emitiu a Ordem Executiva 11 615 (de acordo com a Lei de Estabilização Econômica de 1970), impondo um congelamento de 90 dias sobre salários e preços para conter a inflação. Esta foi a primeira vez que o governo dos Estados Unidos promulgou controles de preços e salários desde a Segunda Guerra Mundial.
3. Uma sobretaxa de importação de 10% foi estabelecida para garantir que os produtos americanos não ficassem em desvantagem devido à flutuação esperada nas taxas de câmbio.

Falando na televisão no domingo, 15 de agosto, quando os mercados financeiros americanos estavam fechados, Nixon disse o seguinte:
O terceiro elemento indispensável na construção da nova prosperidade está intimamente relacionado à criação de novos empregos e ao controle da inflação. Devemos proteger a posição do dólar americano como pilar da estabilidade monetária em todo o mundo.
Nos últimos 7 anos, houve uma média de uma crise monetária internacional a cada ano ...
Instruí o secretário Connally a suspender temporariamente a conversibilidade do dólar em ouro ou outros ativos de reserva, exceto em quantias e condições determinadas como sendo no interesse da estabilidade monetária e no melhor interesse dos Estados Unidos.
Agora, o que é essa ação - que é muito técnica - o que significa para você?
Deixe-me descansar o bicho-papão do que é chamado de desvalorização.
Se você deseja comprar um carro estrangeiro ou fazer uma viagem ao exterior, as condições do mercado podem fazer com que seu dólar compre um pouco menos. Mas se você está entre a esmagadora maioria dos americanos que compram produtos fabricados nos Estados Unidos na América, seu dólar valerá tanto amanhã quanto hoje.

O efeito dessa ação, em outras palavras, será estabilizar o dólar. 
O público americano acreditava que o governo os estava resgatando de preços excessivos e de uma crise cambial de origem estrangeira.  Politicamente, as ações de Nixon foram um grande sucesso. O índice Dow Jones subiu 33 pontos no dia seguinte, seu maior ganho diário até então, e o editorial do New York Times dizia: "Aplaudimos sem hesitação a ousadia com que o presidente agiu". Em dezembro de 1971, a sobretaxa de importação foi eliminada como parte de uma reavaliação geral das moedas do Grupo dos Dez (G-10), que sob o Acordo Smithsonian foram posteriormente permitidas desvalorizações de 2,25% em relação à taxa de câmbio acordada. Em março de 1973, o sistema de taxa de câmbio fixa tornou-se um sistema de taxa de câmbio flutuante. As taxas de câmbio não eram mais os principais meios dos governos para administrar a política monetária.

## Consequências
O Choque de Nixon foi considerado um sucesso político, mas uma mistura econômica que trouxe a estagflação da década de 1970 e levou à instabilidade das moedas flutuantes. O dólar despencou um terço durante os anos 1970. De acordo com o relatório da World Trade Review "O choque de Nixon após quarenta anos: a sobretaxa de importação revisitada", Douglas Irwin relata que por vários meses, as autoridades americanas não conseguiram que outros países concordassem com uma reavaliação formal de suas moedas. O marco alemão valorizou-se significativamente depois que foi autorizado a flutuar em maio de 1971. Além disso, o Choque de Nixon desencadeou uma enorme especulação contra o dólar. Obrigou o banco central do Japão a intervir significativamente no mercado de câmbio estrangeiro para evitar que o iene aumente de valor. Em dois dias, de 16 a 17 de agosto de 1971, o banco central do Japão teve que comprar US$ 1,3 bilhão para sustentar o dólar e manter o iene na antiga taxa de ¥ 360 por dólar. As reservas cambiais do Japão aumentaram rapidamente: US$ 2,7 bilhões (30%) uma semana depois e US$ 4 bilhões na semana seguinte. Ainda assim, essa intervenção em grande escala do banco central do Japão não conseguiu evitar a desvalorização do dólar americano em relação ao iene. A França também estava disposta a permitir que o dólar se desvalorizasse em relação ao franco, mas não permitir que o franco se valorizasse em relação ao ouro (Douglas). Mesmo muito mais tarde, em 2011, Paul Volcker lamentou o abandono de Bretton Woods: "Ninguém está no comando", disse Volcker. "Os europeus não conseguiram viver com a incerteza e fizeram sua própria moeda e agora estão em apuros".
Os debates sobre o Choque de Nixon persistiram até os dias atuais, com economistas e políticos de todo o espectro político tentando entender o Choque de Nixon e seu impacto na política monetária à luz da crise financeira de 2007-2008.